# Suba (Bogotá)
Suba ist der 11. Stadtbezirk (localidad) der kolumbianischen Hauptstadt Bogotá. Mit einer Fläche von 10.056 Hektaren und einer Wohnbevölkerung von ca. 1,2 Mio. Menschen (2015) im Nordwesten der Stadt gelegen, ist es der viertgrößte Stadtbezirk Bogotás und ebenso ein großflächiger grüner Distrikt. Die Urbanisierung der letzten Jahre hat allerdings viele Grünflächen zurückgedrängt.
Im sozioökonomischen Bereich besitzt Suba eine sehr große und moderne Wohngegend, die aber auch mit Aktivitäten verschiedener Branchen, wie Handel und Dienstleistungen im südlichen Teil, durchzogen ist. Suba ist der bevölkerungsreichste Stadtteil Bogotás mit über einer Million Einwohner, ein Stadtteil mit der größten Bevölkerung der mittleren und oberen Schichten, vor allem im Osten Subas, die die Sicherheit aufsuchen.
Suba grenzt im Norden an die Gemeinde Chía; im Süden an Engativá; im Osten an Usaquén und im Westen an die Gemeinde Cota in Cundinamarca. Verbunden mit dem Stadtzentrum ist Suba über die Autopista Norte.
Direkt aus dem alten vorkolumbianischen Chibcha-Kultur bedeutet das Wort Suba „Blume der Sonne“ aus Uba = Frucht oder Blume, Sua = Sonne.